# 스카이스크래퍼페이지
스카이스크래퍼페이지(영어: SkyscraperPage)는 1998년에 설립된 사이트다.

## 같이 보기
- 엠포리스
- Structurae
- 세계초고층도시건축학회